# 真鱗肩孔南極魚
真鱗肩孔南極魚為輻鰭魚綱鱸形目南極魚亞目南極魚科的其中一種，分布於南冰洋海域，棲息深度70-650公尺，體長可達34公分，生活在大陸棚，為底棲性魚類，屬肉食性，以橈腳類、多毛類、甲殼類等為食，可做為食用魚。

## 擴展閱讀
維基物種上的相關：真鱗肩孔南極魚